# Johan Filip Lising
Johan Filip Lising, var en aktör och sångare mellan 1773 och 1785 vid Kungliga Operan i Stockholm.

## Roller
| År   | Roll                    | Produktion                   | Regi | Teater          |
| ---- | ----------------------- | ---------------------------- | ---- | --------------- |
| 1773 | Gudar av Juptiters svit | Thetis och Pelée             |      | Stora Bollhuset |
| 1773 | Mirtil                  | Acis och Galatea             |      | Stora Bollhuset |
| 1774 | En jägare               | Silvie                       |      | Stora Bollhuset |
| 1775 | Neptunus                | Neptunus och Amfitrite       |      | Stora Bollhuset |
| 1776 | En soldat               | Aline, drottning av Golkonda |      | Stora Bollhuset |